# 垂足三角形

元の三角形 △ABC
Pから各辺に対する垂線
Pの垂足三角形△LMN

ユークリッド幾何学において、垂足三角形（すいそくさんかくけい、英:Pedal triangle）とは三角形と点に対して定義される三角形の一つである。
△ABCとA, B, Cでない点Pについて、Pから直線BC, AC, ABに垂線を降ろし、垂線とそれぞれの直線の交点（垂足）をL, M, Nとする。このとき△LMN を垂足三角形と言う。
△ABC が鋭角三角形で△LMNの角がそれぞれ180° − 2A,180° − 2B,180° − 2Cならば、Pは△ABCの垂心である。日本語ではこのときの△LMNのみを垂足三角形と呼ぶ場合もある。
特別な点の垂足三角形の例を挙げる。
- 垂心の垂足三角形は垂足三角形（orthic triangle）である。広義の垂足三角形と区別するため垂心三角形と呼ばれることもある[2]。
- 内心の垂足三角形はジェルゴンヌ三角形（接触三角形[2]）である。
- 外心の垂足三角形は中点三角形である。
- 外接円上の点の垂足三角形は退化してシムソン線となる。
- 等力点の垂足三角形は正三角形となる。

Pが外接円上にある場合
△ABC
△ABCの外接円
Pから降ろされた垂線
シムソン線LMN

内部のPの垂足三角形の頂点について、以下の等式が成り立つ。これはカルノーの定理 (垂線)と呼ばれる。{\displaystyle |AN|^{2}+|BL|^{2}+|CM|^{2}=|NB|^{2}+|LC|^{2}+|MA|^{2}.}

## 三線座標
Pの三線座標をp: q : rとし、Pの垂足三角形の頂点Pの座標は以下の様に与えられる。{\displaystyle {\begin{array}{ccccccc}L&=&0&:&q+p\cos C&:&r+p\cos B\\[2pt]M&=&p+q\cos C&:&0&:&r+q\cos A\\[2pt]N&=&p+r\cos B&:&q+r\cos A&:&0\end{array}}}

## 反垂足三角形
点 L'を、Bを通るBPの垂線とCを通るCPの垂線の交点とする。点M',N'も同様に定義する。 △L'M'N'をPの反垂足三角形（Antipedal triangle）または逆垂足三角形と言い、それら点の三線座標は以下の様に与えられる。{\displaystyle {\begin{array}{ccrcrcr}L'&=&-(q+p\cos C)(r+p\cos B)&:&(r+p\cos B)(p+q\cos C)&:&(q+p\cos C)(p+r\cos B)\\[2pt]M'&=&(r+q\cos A)(q+p\cos C)&:&-(r+q\cos A)(p+q\cos C)&:&(p+q\cos C)(q+r\cos A)\\[2pt]N'&=&(q+r\cos A)(r+p\cos B)&:&(p+r\cos B)(r+q\cos A)&:&-(p+r\cos B)(q+r\cos A)\end{array}}}特別な点に対する反垂足三角形の例を挙げる。 
- 内心の反垂足三角形は傍心三角形である。
- 外心の反垂足三角形は外接三角形である。
- 垂心の反垂足三角形は反中点三角形である。

Pを直線BC,CA,AB上にない点、P −1をPの等角共役点とする。 Pの垂足三角形とP −1の反垂足三角形は相似の位置にある。相似の中心の三線座標は以下の様に与えられる 。 {\displaystyle ap(p+q\cos C)(p+r\cos B)\ :\ bq(q+r\cos A)(q+p\cos C)\ :\ cr(r+p\cos B)(r+q\cos A)}Pの垂足三角形とP −1の反垂足三角形の面積の積は△ABCの面積の二乗に等しい。

## 垂足円

P 及びPの等角共役点P*の垂足円。

垂足三角形の外接円を垂足円（Pedal circle）という。ただし三角形の外接円上の点の垂足円は定義できない、または、半径が無限大である円として捉える（シムソン線と一致する）。 

### 等角共役点の垂足円
三角形の外接円上にない点PについてPの垂足円とPの等角共役点P*の垂足円は一致する。また、垂足円の中心はPとP*の中点であることが知られている。
例えばPが垂心であるとき垂足円は九点円であり、P*は外心なのでこの垂足円も九点円になる。Pが内心であるとき内接円である。

### 垂足円に対する垂足三角形の対蹠点
Pの垂足三角形の各頂点を垂足円の中心で鏡映した点の成す三角形と、元の三角形は配景の関係にある。この配景の中心をPのpedal antipodal perspectorという。例えば、それぞれ内心、垂心のpedal antipodal perspectorはナーゲル点、プラソロフ点である。

## 関連
- チェバ線
- ミケルの定理
- マッケイ三次曲線
- フォントネーの定理